# Debut Live
Debut Live es un álbum especial de la cantante y compositora islandesa Björk que salió al mercado el 3 de junio de 2004 a través de la discográfica One Little Indian.

## Características
Debut Live está integrado por 10 canciones en vivo que forman parte de su primer disco oficialmente solista Debut de 1993. Este lanzamiento viene acompañado de un folleto de 32 páginas a color y también puede encontrarse en Live Box junto a los otros discos en vivo de sus tres últimos trabajos de estudio: Post, Homogenic y Vespertine que, como Debut Live, a su vez salieron por separado para la misma fecha: Post Live, Homogenic Live y Vespertine Live.
Las canciones corresponden a presentaciones en vivo en un MTV Unplugged de 1994 y una presentación en el programa de Jools Holland - Later with Jools Holland - en 1995.

## Lista de canciones
| Debut live |                                             |          |  |
| N.º        | Título                                      | Duración |  |
| 1.         | «Human Behaviour» (MTV Unplugged 1994)      | 4:08     |  |
| 2.         | «One Day» (MTV Unplugged 1994)              | 6:09     |  |
| 3.         | «Venus as a Boy» (MTV Unplugged 1994)       | 2:32     |  |
| 4.         | «Come to Me» (MTV Unplugged 1994)           | 3:44     |  |
| 5.         | «Big Time Sensuality» (MTV Unplugged 1994)  | 5:07     |  |
| 6.         | «Aereoplane» (MTV Unplugged 1994)           | 4:03     |  |
| 7.         | «Like Someone in Love» (MTV Unplugged 1994) | 4:01     |  |
| 8.         | «Crying» (MTV Unplugged 1994)               | 4:10     |  |
| 9.         | «Anchor Song» (MTV Unplugged 1994)          | 3:25     |  |
| 10.        | «Violently Happy» (MTV Unplugged 1994)      | 5:44     |  |